# St. Andreas (Birkenhof)

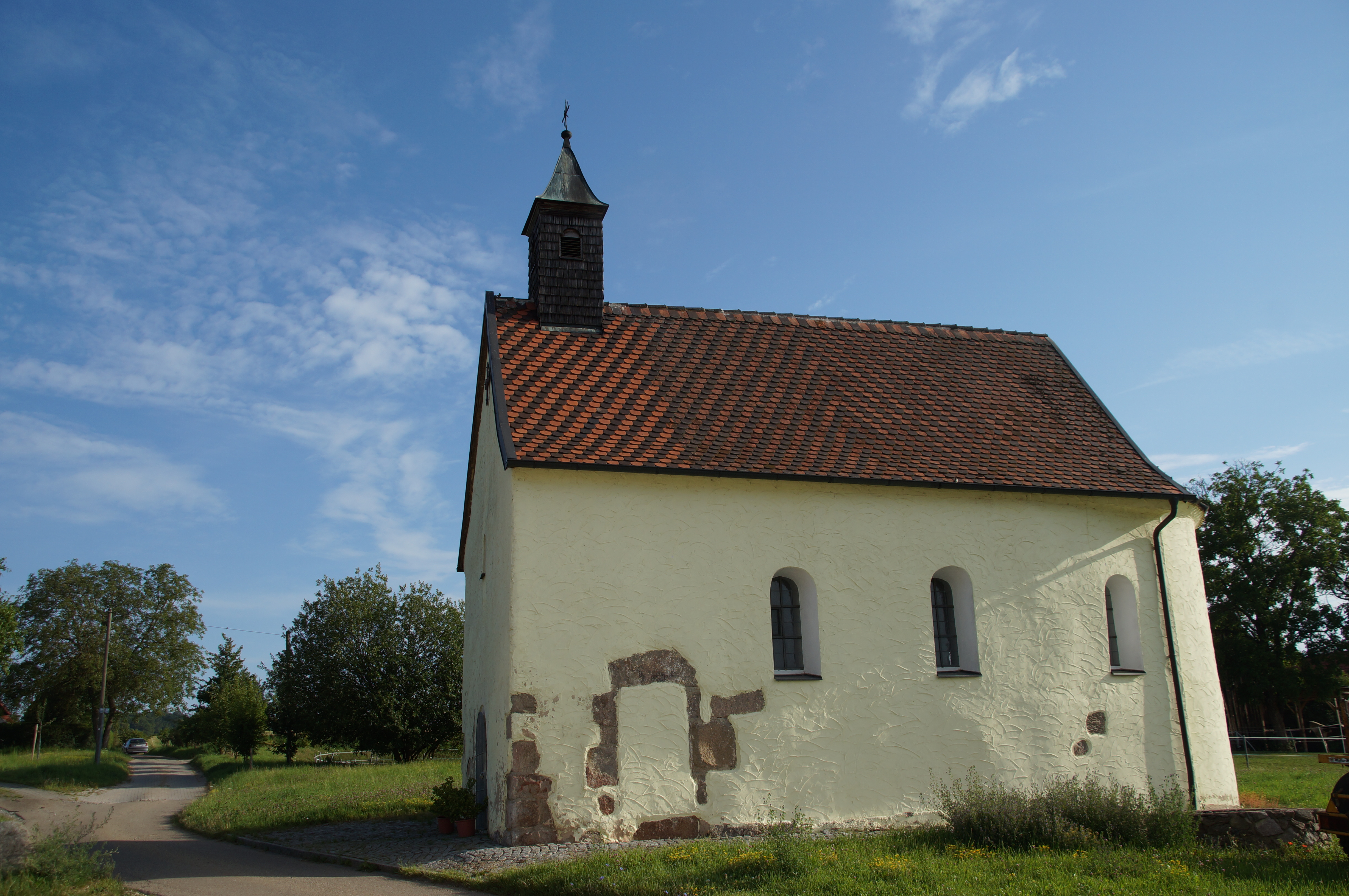
St. Andreas (Birkenhof)

Die römisch-katholische, denkmalgeschützte Kapelle St. Andreas steht in Birkenhof, einem Weiler der Gemeinde Wenzenbach im Landkreis Regensburg in der Oberpfalz von Bayern. Die Kapelle gehört zum Bistum Regensburg. Das Bauwerk ist unter der Denkmalnummer D-3-75-208-7 als Baudenkmal in die Bayerische Denkmalliste eingetragen.

## Beschreibung
Die Kapelle wurde im 12. Jahrhundert erbaut. Sie besteht aus einem Langhaus und einer halbrunden Apsis im Osten, die beide verputzt sind. Aus dem Satteldach des Langhauses erhebt sich im Westen ein mit Schindeln verkleideter quadratischer Dachreiter, der den Glockenstuhl beherbergt, und der mit einem Pyramidendach bedeckt ist. Das Portal befindet sich im Westen.
Die Innenräume von Langhaus und Apsis sind durch einen Chorbogen verbunden. Über dem Eingang befindet sich eine Empore.